# Liturgická nádoba

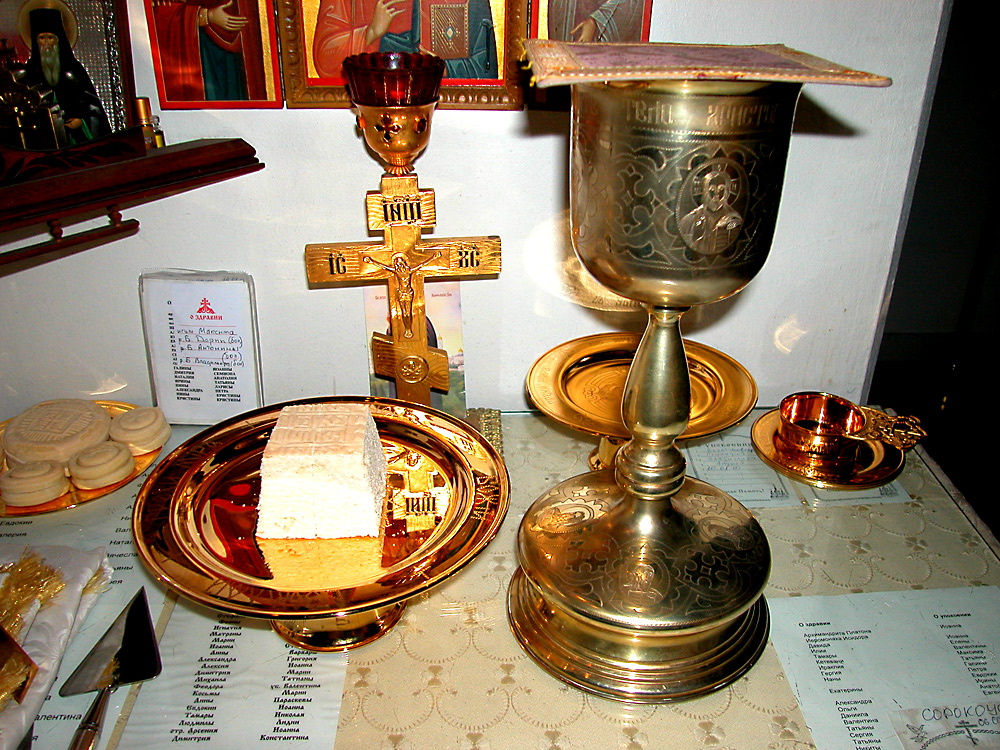
Liturgie svatého Jakuba. Ruský pravoslavný kostel v Düsseldorfu. Dary (chléb a víno) připravené během přípravné liturgie před začátkem bohoslužby.

Liturgické nádoby (nebo také eucharistické nádoby) jsou bohoslužebné předměty určené speciálně pro ukládání eucharistie do svatostánku nebo používané při liturgii. Aby křesťané věřící v reálnou přítomnou Ježíše Krista v eucharistii (katolíci, pravoslavní i jiní) tuto přítomnost i úctu k němu zdůraznili, jsou tyto nádoby v naprosté většině případů vyrobeny z nejvzácnějších kovů (zlato,stříbro), případně z kovů méně vzácných, ale pozlacených. Někdy tyto předměty bývají doplněny drahými kameny.
Mezi nejpoužívanější nádoby patří:
- Ciborium
- Kalich
- Monstrance
- Obětní miska
- Pyxida
- Patena